# Urisiu de Sus, Mureș
Urisiu de Sus (în maghiară Felsőoroszi) este un sat în comuna Chiheru de Jos din județul Mureș, Transilvania, România. Se află în partea de est a județului, în Subcarpații Transilvaniei.

## Monumente
- Biserica de lemn din Urisiu de Sus
- Biserica nouă, cu hramul «Înălțarea Domnului». În anul 2001 a fost achiziționat terenul, iar în 2002, la 1 septembrie, arhiepiscopul Andrei Andreicuț a pus piatra de temelie. Biserica a fost sfințită în data de 13 iulie 2008.